# دايشيرو سايتو
دايشيرو سايتو (باليابانية: 斎藤 太一郎) (19 يونيو 1982 في غونما في اليابان – )؛ هو لاعب كرة قدم سابق كان يلعب كلاعب وسط.